# Distillerie de La Tour
La Distillerie de La Tour est une entreprise, créée par Jean-Michel Naud, oenologue charentais basée à Pons en Charente-Maritime, spécialisée dans la production de vins et de spiritueux.

## L’expertise en vins et spiritueux
Depuis 1989, la Distillerie de La Tour s'affirme comme un spécialiste de l’exploitation complète de la production viticole régionale charentaise : vin, eau-de-vie de vin, brandy, cognac,  vodka, whisky, gin... et donc permettant à la filière viticole de ne pas dépendre exclusivement du cognac.

## Regroupement
L'entreprise compte aujourd'hui quatre sites principaux en France. Pour les alcools, il y a le site des distilleries à Pons et le site de fabrication et de vieillissement à Merpins. L'activité vin est centralisée sur les sites de Jonzac et de Gondrin.

### Internet
- (fr + en) Site officiel.
- (fr + en) Site de la famille Naud.

### Presse
- « L’odeur de la première bonne chauffe », sur SudOuest.fr, 15 novembre 2014.
- Séverine Joubert, « L’esprit de la diversification », sur SudOuest.fr, 13 octobre 2014.
- Nadine Julliard, « L’art s’installe à la distillerie », sur SudOuest.fr, 12 septembre 2013.
- Nadine Julliard, « Chopin au cœur de la distillerie », sur SudOuest.fr, 29 juin 2013.
- Nadine Julliard, « La Distillerie voit la vie en noir », sur SudOuest.fr, 3 juin 2013.
- Nadine Julliard, « L’entreprise s’ouvre à l’art », sur SudOuest.fr, 4 avril 2013.
- Nadine Julliard, « Une entreprise veut de l’art pour s’aérer », sur SudOuest.fr, 18 mars 2013.